# Грабунь
Гра́бунь — село в Україні, у Березівській сільській громаді Сарненського району Рівненської области. Населення становить 308 осіб. 
На північ від села розташований Грабунський заказник.

## Населення
За переписом населення 2001 року в селі мешкали 253 особи.

### Мова
Розподіл населення за рідною мовою за даними перепису 2001 року:
| Мова       | Відсоток |
| ---------- | -------- |
| українська | 99,68 %  |
| російська  | 0,32 %   |